# 東京都第28区
東京都第28区（とうきょうとだい28く）は、日本の衆議院議員総選挙における選挙区。2022年（令和4年）公職選挙法改正による区割りの変更で新設。

## 区域
2022年（令和4年）公職選挙法改正以降の区域は以下のとおりである。本選挙区の設置前は、旧9区の一部と旧10区の一部を構成していた区域である。
- 練馬区の一部（東部）
  - 旭丘1・2丁目、小竹町1・2丁目、栄町、羽沢1〜3丁目、豊玉上1・2丁目、豊玉中1〜4丁目、豊玉南1〜3丁目、豊玉北1〜6丁目、中村1〜3丁目、中村南1〜3丁目、中村北1〜4丁目、桜台1〜6丁目、練馬1〜4丁目、向山1〜4丁目、貫井1〜3丁目、貫井4丁目（28番、29番4・8〜22号、30番9・10号、44〜46番、47番18〜48・50〜52号を除く）、貫井5丁目、錦1・2丁目、氷川台1〜4丁目、平和台1〜4丁目、早宮1〜4丁目、春日町1〜6丁目、高松1〜5丁目、北町1〜8丁目、田柄1〜5丁目、光が丘1〜7丁目、旭町1〜3丁目、富士見台3丁目（20番6〜10号、38〜46番、47番5〜7号、55番6〜17号、56〜63番を除く）、谷原1丁目

## 歴史
2022年に区割りの改正がされた際の新設区（第50回衆議院議員総選挙で初めて実施）。
第50回衆議院議員総選挙では、立憲民主党の高松智之が自由民主党の安藤高夫を僅差で破り当選（安藤は比例復活）。

## 小選挙区選出議員
| 選挙名                 | 年     | 当選者   | 党派       |
| ---------------------- | ------ | -------- | ---------- |
| 第50回衆議院議員総選挙 | 2024年 | 高松智之 | 立憲民主党 |

## 選挙結果
時の内閣：第1次石破内閣 解散日：2024年10月9日 公示日：2024年10月15日
当日有権者数：31万3446人 最終投票率：57.16% （全国投票率：53.85%（2.08%））
| 当落 | 候補者名 | 年齢 | 所属党派     | 新旧 | 得票数   | 得票率 | 惜敗率 | 推薦・支持 | 重複 |
| ---- | -------- | ---- | ------------ | ---- | -------- | ------ | ------ | ---------- | ---- |
| 当   | 高松智之 | 50   | 立憲民主党   | 新   | 50,626票 | 29.12% | ――     |            | ○    |
| 比当 | 安藤高夫 | 65   | 自由民主党   | 元   | 50,290票 | 28.93% | 99.34% | 公明党推薦 | ○    |
|      | 奥村祥大 | 30   | 国民民主党   | 新   | 34,930票 | 20.09% | 69.00% |            | ○    |
|      | 高野直美 | 70   | 日本共産党   | 新   | 14,530票 | 8.36%  | 28.70% |            |      |
|      | 藤川隆史 | 68   | 日本維新の会 | 新   | 12,344票 | 7.10%  | 24.38% |            | ○    |
|      | 江崎早苗 | 38   | 参政党       | 新   | 11,109票 | 6.39%  | 21.94% |            | ○    |

- 江崎は2025年東京都議会議員選挙（練馬区選挙区）に立候補し当選。
- 奧村は2025年に第27回参議院議員通常選挙（東京都選挙区）に立候補し当選。